# Killer McCoy
Killer McCoy ist ein US-amerikanisches Sportdrama aus dem Jahr 1947 von Roy Rowland mit Mickey Rooney in der Titelrolle sowie Brian Donlevy und Ann Blyth in weiteren Hauptrollen. Der Film wurde von Metro-Goldwyn-Mayer produziert und ist eine Neuverfilmung des 1938 entstandenen Dramas Schnelle Fäuste.

## Handlung
Tommy McCoy, ein flinker, zäher Jugendlicher aus New York City, verkauft Zeitungen und setzt in Billardhallen Wetten, um seine Eltern zu unterstützen. Tommys Vater Brian, ein arbeitsloser Schauspieler, glaubt, seine Karriere im Showbusiness sei beendet, bis er von Pater Ryan gebeten wird, beim Boxkampf des Nachbarschaftsverbandes aufzutreten. Obwohl ihm für seinen Auftritt nur zehn Dollar geboten werden, nimmt Brian die Einladung an und bittet Tommy, mit ihm eine Gesangs- und Tanzeinlage aufzuführen.
Bei der Veranstaltung betritt Tommy den Boxring, fordert den Champion Danny Burns heraus und gewinnt den Kampf durch Knockout. Tommys Boxkünste beeindrucken den Leichtgewichts-Champion Johnny Martin, der ihn einlädt, mehr über das Kämpfen zu lernen, indem er als Entertainer an seiner Boxtournee teilnimmt. Tommy und Brian werden erfolgreich, aber ihre Freude wird getrübt, als Brian die Nachricht erhält, dass seine Frau Laura gestorben ist. Als sich der Champion aus dem Boxring zurückzieht, ersetzt Tommy ihn im Ring und wird sofort zur Sensation, indem er einen Sieg nach dem anderen erringt. Unterdessen häuft Brian, der viel getrunken und sein und Tommys Geld verschwendet hat, große Spielschulden an.
Eines Tages erfährt Tommy, dass er gegen Johnny kämpfen soll, der ein Comeback versucht, doch er weigert sich, gegen ihn zu kämpfen. Tommy ist jedoch gezwungen, die Herausforderung anzunehmen und genug Geld zu verdienen, um die 600 Dollar an Spielschulden seines Vaters gegenüber Jim Caighn zu begleichen. Im Ring geht Tommy mit Johnny vorsichtig um, doch der Ex-Champion wird durch einen leichten Schlag getötet. Tommy ist von dem Unfalltod verstört und beschließt, mit dem Boxen aufzuhören. Er muss jedoch weitermachen, als er erfährt, dass sein Vater seinen Vertrag an Caighn verkauft hat. Tommy ist fest entschlossen, genug Geld zu verdienen, um seinen Vertrag zurückzukaufen, und willigt ein, seine Kämpfe zu manipulieren, um dem Spieler dabei zu helfen, seine Rivalen in den Bankrott zu treiben.
Tommy und Caighn profitieren reichlich von dem Plan, doch als eine Romanze zwischen Tommy und Caighns Tochter Sheila aufblüht, warnt Caighn den Kämpfer, sich von ihr fernzuhalten. Am Vorabend von Tommys großem Kampf gegen Patsy Cigones erzählt Brian im betrunkenen Zustand Caighns Rivalen, dass Caighn heimlich Tommys Karriere manage und dass alle Kämpfe von Tommy manipuliert seien. Nachdem sie auf Tommys Gegner gesetzt haben, entführen Caighns Rivalen Sheila, halten sie und Brian als Geiseln und drohen ihnen mit ihrem Tod, wenn Tommy nicht in der achten Runde zu Boden geht.
Als sich der Kampf der achten Runde nähert, überwältigt Brian seine Bewacher und schickt Sheila in die Boxarena, um zu verhindern, dass Tommy zu Boden geht. Obwohl Brian von seinen Entführern getötet wird, erreicht Sheila mitten in der achten Runde die Arena und ihre Anwesenheit inspiriert Tommy, seinen Gegner mit einem Knockout-Schlag zu besiegen. Nach dem Kampf verspricht Caighn, sich zu bessern und gibt Tommy und Sheila seinen Segen.

## Hintergrund
Gedreht wurde der Film von Anfang Juni bis Ende Juli 1947 in den MGM-Studios in Culver City.
Bis Juni 1947 wurde Elizabeth Taylor als weibliche Hauptrolle aufgeführt, sie wurde dann durch Ann Blyth ersetzt. Einer Pressemitteilung vom Juli 1947 zufolge erlitt Regieassistent Dolph Zimmer während der Produktion des Films einen Herzinfarkt.
Cedric Gibbons und Eddie Imazu oblag die künstlerische Leitung. Richard E. Thomas und Edwin B. Willis waren für das Szenenbild zuständig. Verantwortliche Toningenieure waren William Edmondson und Douglas Shearer.
Mickey Knox gab sein Kinodebüt. Für Douglas Croft war es die letzte Filmrolle.

## Synchronisation
Die deutsche Synchronfassung für die TV-Auswertug entstand 1990 im Auftrag der Magma Synchron in Berlin unter der Dialogregie von Joachim Kunzendorf.
| Rolle               | Schauspieler       | Deutscher Synchronsprecher |
| ------------------- | ------------------ | -------------------------- |
| Tommy McCoy         | Mickey Rooney      | Stefan Krause              |
| Jim Caighn          | Brian Donlevy      | Rolf Becker                |
| Sheila Caighn       | Ann Blyth          | Alexandra Wilcke           |
| Brian McCoy         | James Dunn         | Friedrich W. Bauschulte    |
| Cecil Walsh         | Tom Tully          | Klaus Sonnenschein         |
| Happy               | Sam Levene         | Helmut Gauß                |
| Bill Thorne         | Walter Sande       | Ingolf Gorges              |
| Johnny Martin       | Mickey Knox        | Stephan Rabow              |
| Pater Ryan          | James Bell         | Klaus Jepsen               |
| Laura McCoy         | Gloria Holden      | Barbara Adolph             |
| Mrs. Martin         | Eve March          | Nina Herting               |
| Arlene              | June Storey        | Nicolette Röwekamp         |
| Danny Burns         | Douglas Croft      | Michael Deffert            |
| Sailor Graves       | Bob Steele         | Santiago Ziesmer           |
| Pete Mariola        | David Clarke       | Jürgen Heinrich            |
| Sportreporter       | Samuel Balter      | Klaus Münster              |
| Charles             | Eugene Borden      | Alexander Herzog           |
| Louie               | Wally Cassell      | Christian Olsen            |
| George James        | Joseph Crehan      | Andreas Hanft              |
| Officer Calhern     | Art Foster         | Elmar Gutmann              |
| Ringsprecher Bill   | Bert Hanlon        | Klaus Miedel               |
| Ted                 | William O. Harbach | Matthias Klages            |
| Gwen Brady          | Marie Harmon       | Chris Palm                 |
| Schiedsrichter      | Tommy Herman       | Till Hagen                 |
| Rocky Devlin        | Johnny Indrisano   | Dieter Kursawe             |
| Svengross           | John Kellogg       | Thomas Kästner             |
| Moderator           | Reid Kilpatrick    | Lothar Hinze               |
| Ringarzt            | Frank Marlowe      | Wolf Rüdiger Reutermann    |
| Boxfan mit Kaugummi | Ralph Peters       | Walter Tschernich          |
| Zuschauer           | Jeffrey Sayre      | Jörg Döring                |
| Kameramann          | William Tannen     | Eberhard Prüter            |
| Barkeeper           | Jim Toney          | Hans W. Hamacher           |
| Burns senior        | Dick Wessel        | Rolf Marnitz               |

Anmerkung: Die kursiv geschriebenen Namen sind Rollen und Darsteller, die nicht im Abspann erwähnt wurden.

## Veröffentlichung
Die Premiere des Films fand im Dezember 1947 statt. In der Bundesrepublik Deutschland kam er am 8. Juli 1960 in die Kinos.

## Kritiken
Der Filmkritiken-Aggregator Rotten Tomatoes hat in einer Auswertung ein Publikumsergebnis von 57 Prozent positiver Bewertungen ermittelt.
Der Kritiker des TV Guide befand, dass das lockere Remake des Films von 1938 zwar etwas übermäßig melodramatisch sei, aber einige gute Darbietungen von Rooney, Donlevy und Dunn enthalte.
Das Lexikon des internationalen Films schrieb: „Das Sportler-Drama entwickelt sich, trotz der ansehnlichen Darstellerleistung von Mickey Rooney, zum Ende hin in Richtung Kolportage.“
Die Filmzeitschrift Cinema urteilte: „Es fliegen die Fäuste, es kullern die Tränen: Treffer!.“